# Pirnerberg
Der Pirnerberg ist ein 630 m hoher Berg auf Südgeorgien. Er ragt 1,1 km nordwestlich des Kap Pirner am Ufer der Royal Bay auf.
Eine von Carl Schrader geleitete deutsche Forschergruppe während des Ersten Internationalen Polarjahres (1882–1883) kartierte und benannte ihn. Namensgeber ist Johannes Heinrich Pirner, Kapitän des Schiffs Moltke bei dieser Forschungsfahrt.